# Proxy
Posrednički poslužitelj, proxy poslužitelj - općenito to je računalo koje stoji između klijenta i glavnog poslužitelja kao posrednik.
Specifično, posrednički poslužitelji najčešće se koriste za posluživanje web stranica, tj. uporabu Interneta. Postoji obični proxy i obrnuti (reverzni) proxy poslužitelji.

## Obični posrednički poslužitelj
Klasična je shema velika tvrtka u kojoj postoji velik broj računala, a djelatnici obično ujutro osim čitanja elektroničke pošte pogledaju i dnevni horoskop. Obično su ujutro Internet stranice dnevnih novina zagušene. Ako se na računalo (gateway, usmjerivač) preko kojega svi pristupaju internetu postavi program koji će horoskop samo jednom zatražiti od krajnjeg poslužitelja, a svima ostalima koji zatraže tu stranicu poslužiti stranicu iz svoje memorije, svima će se surfanje ubrzati.
- ljudima u tvrtki jer se ne guraju svi paralelno za neku stranicu, kad se željena stranica dohvati prvi put, svaki sljedeći upit je bitno brži jer se stranica poslužuje iz memorije lokalnog računala koje radi kao posrednik (proxy)

- ostalim ljudima širom interneta koji također žele vidjeti dotične web stranice, jer se više ne moraju "gurati" s njih 1.000, nego sada samo s njih 500.

## Poveznice
- Free proxy list Besplatna proxy lista
- Proxy software and scripts na Curlie
- Free web-based proxy services na Curlie
- Free http proxy servers na Curlie
- Proxy test online